# Reserveofficer - for en sikkerheds skyld
|  | Denne artikel er oprettet af botten Steenthbot ud fra en ekstern database. Den kan derfor have sproglige fejl eller mangler. Denne skabelon kan fjernes efter kontrol af indholdet. |

Reserveofficer - for en sikkerheds skyld er en dansk dokumentarfilm fra 1979 instrueret af Finn Henriksen.

## Handling
Fem til seks reserveofficerer følges på arbejde og uddannelsessituationer. Jobbet belyses bl.a. gennem interview.